# Malinalco
Malinalco é uma aldeia do estado do México, no México.
Encravada num vale de precipícios escarpados e de antigos templos aztecas, Malinalco conserva uma atmosfera tranquila, com um punhado de lojas hippies e pequenos hotéis para viajantes mochileiros.

## Património
- Convento dos Agostinhos de Malinalco, do século XVI[2]